# 蒸湘区
蒸湘区（じょうしょう-く）は中華人民共和国湖南省衡陽市に位置する市轄区。

## 行政区画
- 街道：蒸湘街道、紅湘街道、聯合街道、華興街道
- 鎮：呆鷹嶺鎮、雨母山鎮